# مخملية رقيقة الأوراق
المخملية الرقيقة الأوراق (باللاتينية: Tagetes tenuifolia) نوع نباتي يتبع جنس المخملية من الفصيلة النجمية.